# 庫舍利夫卡
49°37′42″N 27°58′57″E / 49.62833°N 27.98250°E
庫舍利夫卡（烏克蘭語：Кушелівка），是烏克蘭的村落，位於該國西南部文尼察州，由赫梅利尼克區負責管轄，始建於1793年，面積0.96平方公里，海拔高度271米，2001年人口395，人口密度每平方公里411.46人。